# 마리아뵈르트

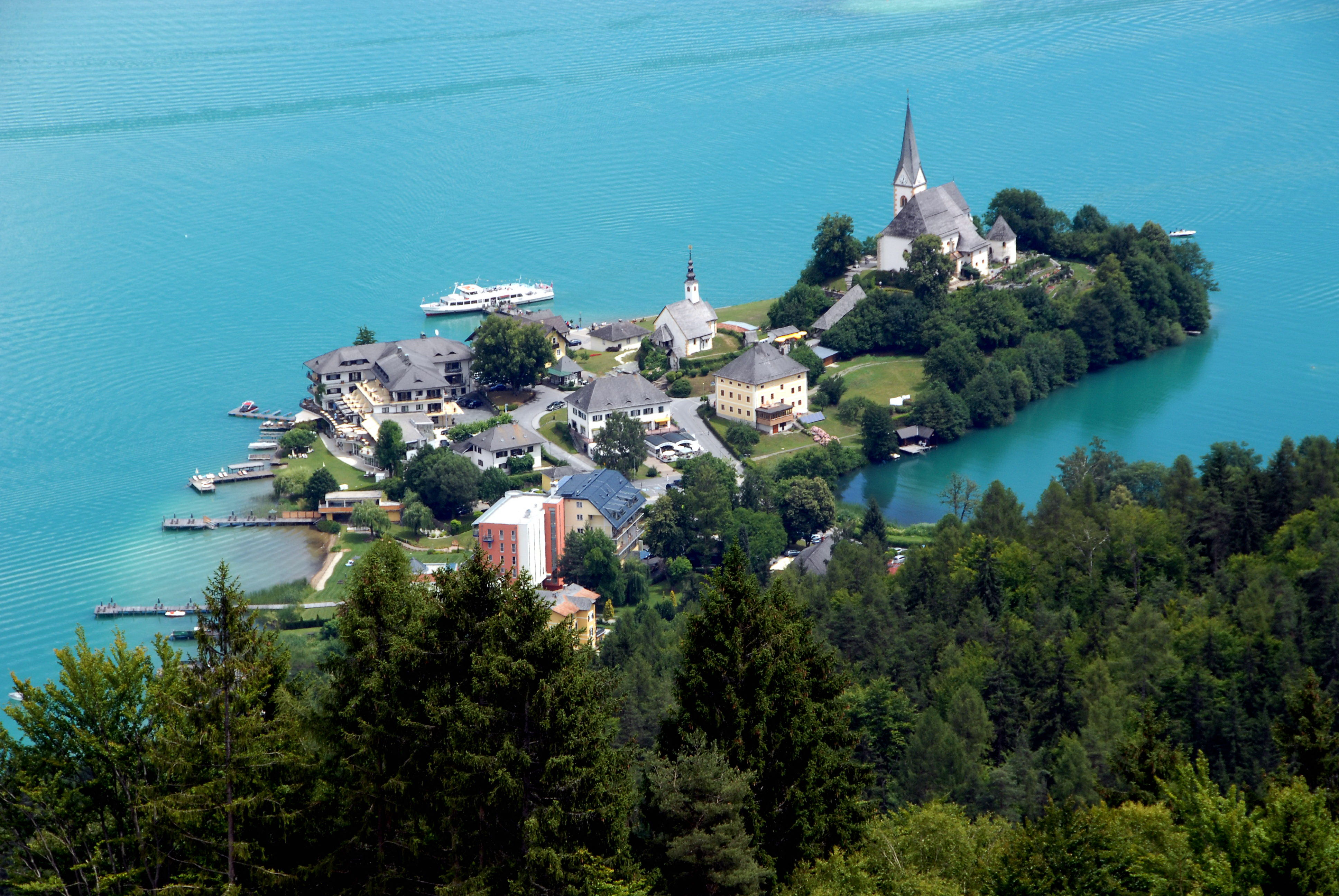
마리아뵈르트

마리아뵈르트(독일어: Maria Wörth, 슬로베니아어: Otok)는 오스트리아 케른텐주에 위치한 도시로 면적은 17.39km2, 높이는 450m, 인구는 1,545명(2016년 1월 1일 기준), 인구 밀도는 89명/km2이다. 뵈르트호 남안과 접한다.

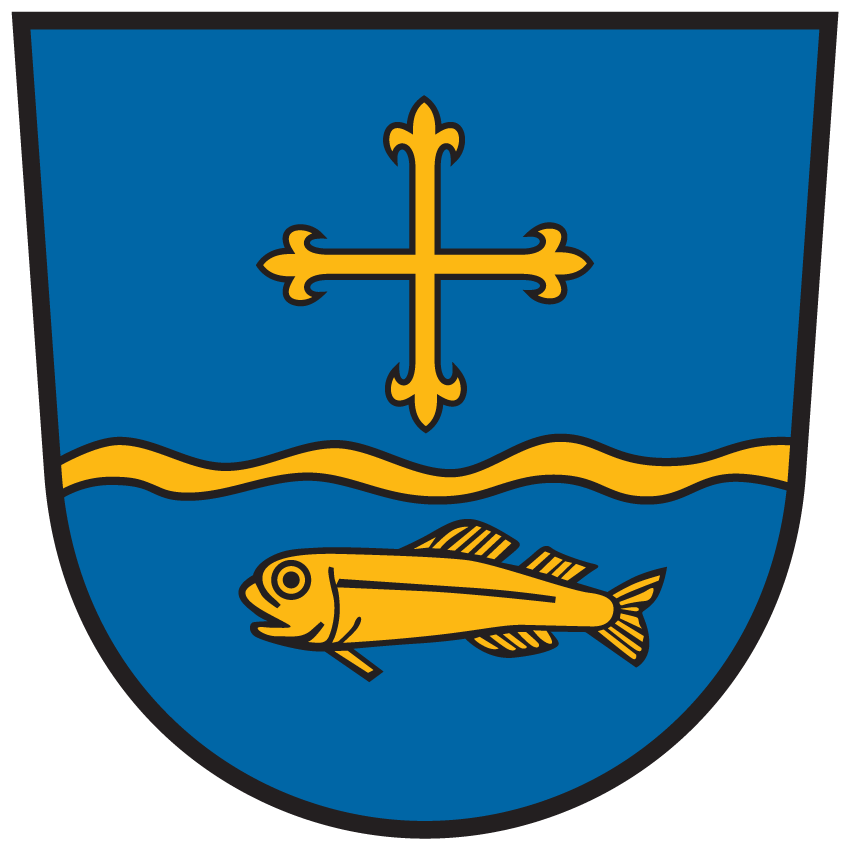
시 문장